# Pseudogliomastix
Pseudogliomastix — рід аскомікотових грибів. Назва вперше опублікована 1985 року.

## Класифікація
До роду Pseudogliomastix відносять 1 вид:
- Pseudogliomastix protea